# Catharosia calva
Catharosia calva är en tvåvingeart som först beskrevs av Daniel William Coquillett 1910.  Catharosia calva ingår i släktet Catharosia och familjen parasitflugor. Inga underarter finns listade i Catalogue of Life.